# Anisotremus dovii
Anisotremus dovii es una especie de pez del género Anisotremus, familia Haemulidae. Fue descrita científicamente por Günther en 1864.
Se distribuye por el Pacífico Oriental: margen sur del golfo de California hasta Perú. La longitud total (TL) es de 45 centímetros. Es una especie bentónica que se encuentra sobre plataformas continentales.
Está clasificada como una especie marina inofensiva para el ser humano.